# Cordia superba
Espèce
Classification phylogénétique
Cordia superba est une espèce d'arbuste de la famille des Boraginaceae. Il est originaire du Brésil.
C'est un arbuste haut de un mètre environ. Ses branches sont fortes, arrondies, lisses. Les feuilles, situées presque toutes à l'extrémité des branches, sont brièvement pétiolées, très grandes, elliptiques ou cunéiformes, un peu ondulées, entières, d'un vert foncé et acuminées, à nervures très saillantes en dessous. Le pédoncule terminal, aussi long que la feuille, porte une cyme à divisions dichotomes et de grandes fleurs sessiles blanches, lavées de jaune. Le calice d'un vert blanchâtre est cylindrique; La corolle est très grande, plissée, infundibuIiforme, campanulée, à lobes larges, arrondis, étalés et plissés.

## Galerie

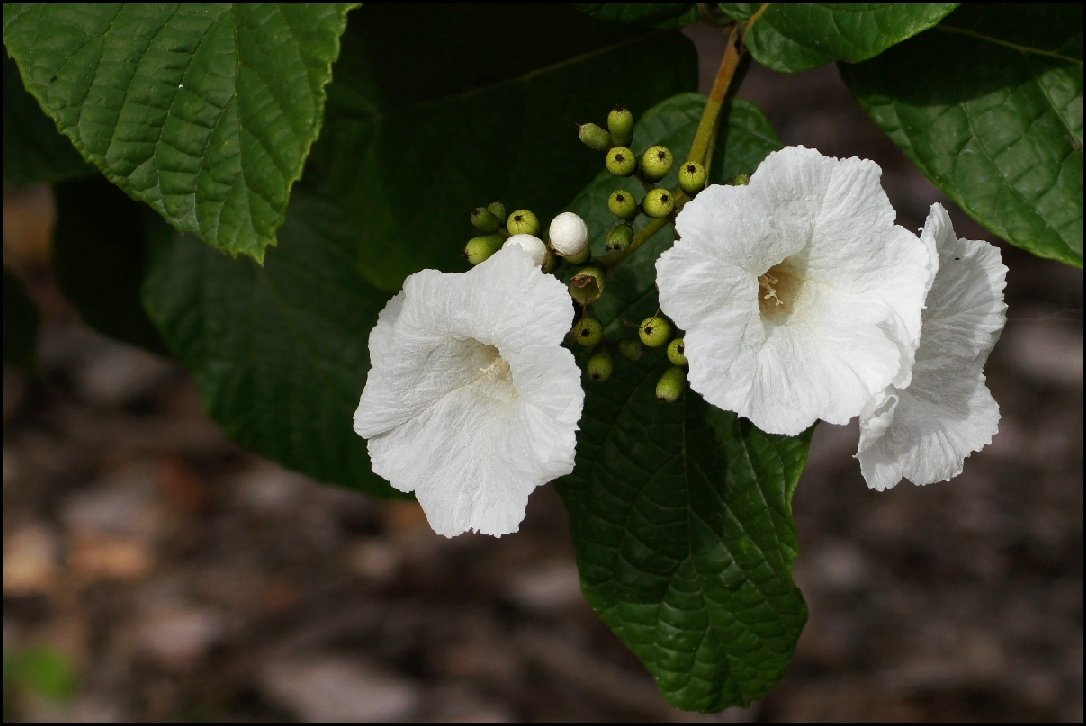
Feuilles et fleurs